# Kill the Kilians
Kill the Kilians (deutsch: Tötet die Kilians) ist das Debütalbum der deutschen Indie-Rock-Band Kilians und erschien 2007 bei Vertigo Berlin (Universal).

## Entstehung
Bereits 2005 hatten die Kilians eine EP aufgenommen. 2006 konnte sich der darauf enthaltene Song „Jealous Lover“ in den Campuscharts platzieren, kurze Zeit später wurde Thees Uhlmann auf die Gruppe aufmerksam und übernahm das Management. Nachdem die Gruppe als Vorband von Tomte über 700 Exemplare ihrer ersten EP absetzen konnte, folgte eine von Red Bull gesponserte Deutschlandtour. Anfang 2007 erschien die EP Fight the Start bei Vertigo Berlin.
Die Aufnahmen zu Kill the Kilians zogen sich über ein Jahr hin, am 7. September 2007 erschien das Album dann bei Universal. Zuvor hatte die Band durch Auftritte bei Rock am Ring und Rock im Park zusätzliche Bekanntheit erlangt.

## Rezeption
Die Kritiken für Kill the Kilians waren überwiegend positiv.
Laut.de gab dem Album fünf von fünf möglichen Punkten. In ihrer Rezension schrieb Martina Kellner: „[Das Album] strotzt vor Hitqualität, schreit fast schon nach Hysterie und Hype!“ Strokes-Anleihen seien zwar nicht von der Hand zu weisen, jedoch seien die Arrangements zu vielschichtig, um die Band allein darauf zu reduzieren.
In seinem Review für die Musikzeitschrift Visions lobte Oliver Uschmann die „dichte, verqualmte, seelenvolle Atmosphäre“ der Platte. Diese sei, auch durch die verschiedenen Einflüsse von Bands wie Mando Diao, Oasis oder Velvet Underground, abwechslungsreich und vielseitig.
Kill the Kilians war zudem für eine Woche in den deutschen Albumcharts platziert.
Der deutsche Rapper Cro verwendete 2011 ein Sample aus Fight the Start für seine Single Einmal um die Welt.

## Titelliste
1. „Short Life of Margott“ – 3:03
2. „Fight the Start“ – 3:00
3. „Enforce Yourself“ – 3:07
4. „Little Billie, Little Brother“ (Text: Y. Üzel, den Hartog, Musik: Kilians und Y. Üzel) – 3:48
5. „Can’t Get Along“ – 4:25
6. „When Will I Ever Get Home“ – 3:36
7. „Sunday“ – 3:00
8. „Fool to Fool“ (Text: K. Üzel, Musik: Y. Üzel) – 3:28
9. „Jealous Lover“ (Text: Y. Üzel, den Hartog, Musik: Kilians und Y. Üzel) – 2:36
10. „Something to Arrive“ – 2:46
11. „Inside Outside“ – 3:44
12. „Dizzy“ (Text: K. Üzel) – 3:23
13. „P.L.E.A.S.U.R.E.“ – 3:02

Soweit nicht anders angegeben, stammt bei allen Titeln der Text von Simon den Hartog, die Musik von Dominic Lorberg, Arne Schult, Gordian Scholz und Michael Schürmann.